# واهه گابریلیان
واهه وازگنی گابریلیان (ارمنی: Վահե Վազգենի Գաբրիելյան؛  زادهٔ ۱۶ مهٔ ۱۹۶۵) یک دیپلمات، و سیاستمدار اهل ارمنستان است 

## زندگی‌نامه
در ۱۶ مهٔ ۱۹۶۵ در ایروان از والدینی به نام‌های وازگن گابریلیان و ژنیا کالانتاریان به دنیا آمد و از دانشگاه دولتی ایروان فارغ‌التحصیل شد. 